# Saison 2012-2013 du Paris Saint-Germain (féminines)
Maillots
Dernière mise à jour : 30 mars 2013.
Chronologie
Saison précédente Saison suivante
La saison 2012-2013 de la section féminine du Paris Saint-Germain est la douzième saison consécutive du club parisien en première division du championnat de France et la vingt-deuxième saison du club à ce niveau depuis 1979.
Farid Benstiti est à la tête du staff parisien lors de cette nouvelle saison qui fait suite à plusieurs saisons où le club progresse petit à petit afin de parvenir à décrocher son premier titre national. Les objectifs pour cette saison sont revus à la hausse à la suite de l’investissement des propriétaires qataris, qui visent désormais une qualification européenne et le titre de champion de France.
Le Paris Saint-Germain va également évoluer au cours de la saison en Coupe de France.

## Avant saison

### Transferts
En ce début de saison dans l'élite, le club change dans un premier temps d'entraineur avec l'arrivée de Farid Benstiti en provenance de la sélection de Russie et se renforce en enrôlant neuf nouvelles joueuses, Shirley Cruz Traña et Aurélie Kaci de l'Olympique lyonnais, Annike Krahn et Linda Bresonik du club allemand du FCR Duisburg, Lindsey Horan l'américaine du Rush du Colorado qui est la première joueuse à avoir un contrat professionnel à six chiffres en France, Kheira Hamraoui de l'AS Saint-Étienne, Allison Blais de l'EA Guingamp, Karima Benameur du Rodez AF et Kosovare Asllani du Kristianstads DFF. Lors de la trêve hivernale, le club se renforce en faisant signer l'internationale américaine, Tobin Heath en provenance des New York Fury.
Après le départ de son entraineur Camillo Vaz, le club fait également face à de nombreux départs, puisque Élise Bussaglia rejoint l'Olympique lyonnais, Alexandra Long et Ella Masar retournent en Amérique respectivement au New York Fury et au Chicago Red Star, Léa Le Garrec rejoint l'EA Guingamp, Julie Soyer signe au FCF Juvisy, Cindy Thomas au FC Vendenheim, la paire Aurélie Conforti-Nora Coton-Pélagie rejoignent le FF Issy et Solène Barbance qui tente l'aventure dans le club irlandais du Peamount United. Par ailleurs, trois joueuses du club décident de prendre leur retraite de footballeuses, il s'agit de Candice Prévost, Nelly Mutnik et Delphine Blanc.

### Préparation d'avant-saison
Avant son premier match officiel de championnat prévu le 9 septembre, le Paris Saint-Germain a programmé six matchs amicaux face à l'Ajax Amsterdam, au VfL Wolfsburg, au SV Meppen, au FFC Francfort, au FCR Duisburg et au FF Issy.

## Compétitions

### Championnat

#### Phase aller - Journée 1 à 11

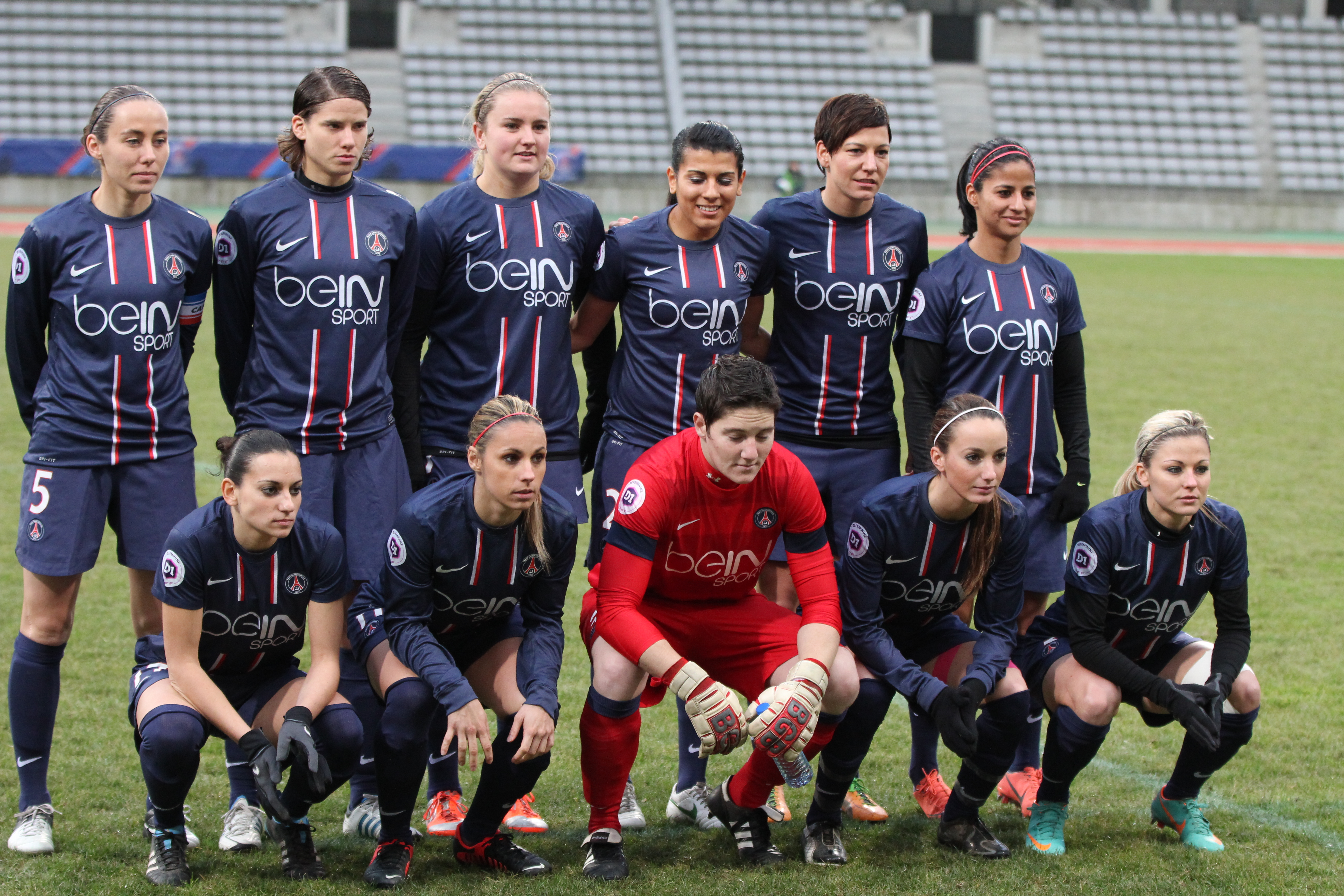
Équipe lors du match PSG-FCF Juvisy.

La saison 2012-2013 de Division 1 est la trente-neuvième édition du championnat de France de football féminin. La division oppose douze clubs en une série de vingt-deux rencontres. Les meilleurs de ce championnat se qualifient pour la Ligue des Champions (les deux premiers). Le Paris Saint-Germain participe à cette compétition pour la vingt-deuxième fois de son histoire.
La compétition débutera pour le Paris Saint-Germain, le dimanche 9 septembre 2012 à 16 h, par un match face à l'EA Guingamp. Les Parisiennes pour leur premier match de la saison, sont tenues en échec par de vaillantes Guingampaises sur le score de un but partout malgré une réalisation de Kheira Hamraoui. Lors de la deuxième journée, les filles de Farid Benstiti se ressaisissent et écrasent les joueuses de l'AS Saint-Étienne sur le score de cinq buts à zéro. Lors de la troisième journée, les parisiennes décrochent le nul en fin de rencontre grâce à un but de la capitaine Sabrina Delannoy face au Montpellier HSC. Lors de la quatrième journée, les Parisiennes se relance de la meilleure des façons en écrasant le Toulouse FC sur son terrain sur le score de six buts à zéro grâce notamment aux doublé de l'Américaine Lindsey Horan et de la Suédoise Kosovare Asllani.
Lors de la cinquième journée, les filles de Farid Benstiti s'imposent largement face au promu, l'Arras FCF, sur le score de six buts à zéro avec notamment un triplé de Kosovare Asllani. Les Parisiennes enchainent lors de la journée suivante en s'imposant face à un autre promu, le FF Issy sur le score de deux buts à zéro, puis en écrasant le Rodez AF cinq buts à zéro lors de la journée suivante.
Lors de la huitième journée, les Parisiennes s'imposent assez facilement sur la pelouse du FF Yzeure sur le score de trois buts à zéro, avant de céder sur sa pelouse lors du choc de la journée suivante face à l'Olympique lyonnais sur une pénalty d'Amandine Henry concédé à la 72e minute, puis de se ressaisir immédiatement en s'imposant chez le FC Vendenheim sur le score de trois buts à zéro. L'ultime match de la phase aller du club parisien se conclut par une victoire lors du derby face au FCF Juvisy, sur le score de deux buts à un, permettant au club de terminer la phase aller à la seconde place du classement.

#### Phase retour - Journée 12 à 22

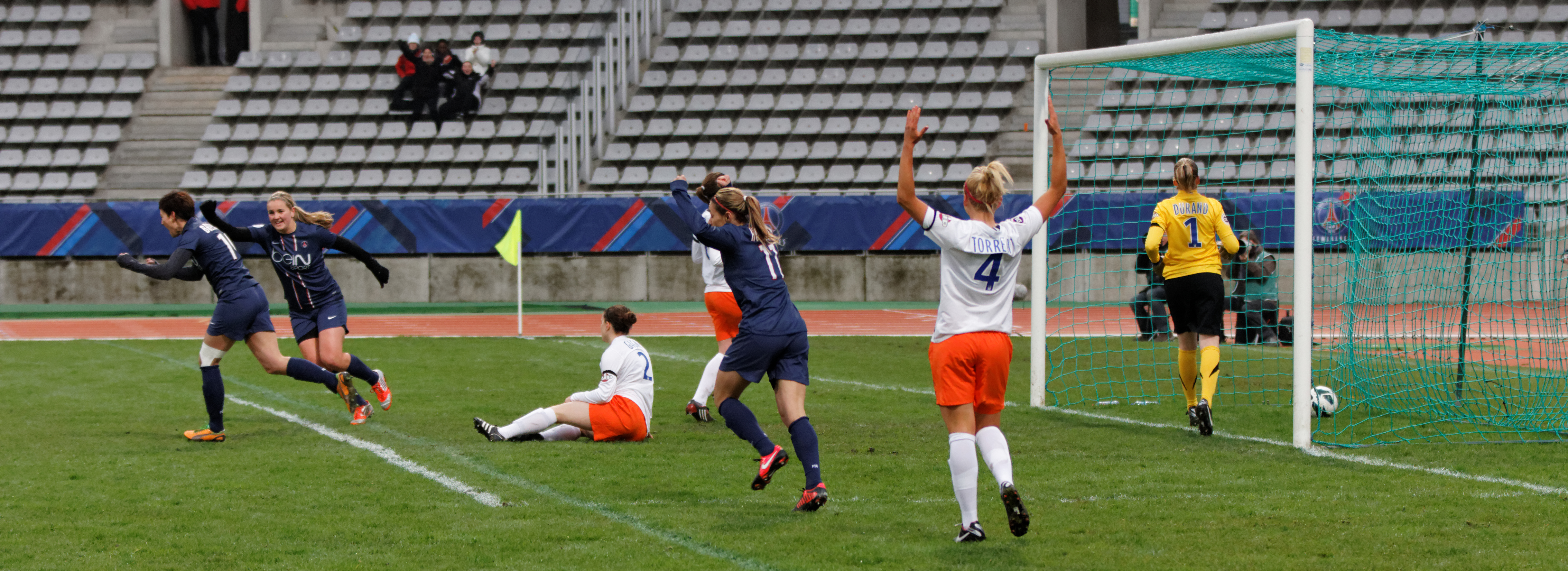
But de Linda Bresonik face au Montpellier HSC.

Pour son premier match retour et le dernier avant la trêve hivernale, les Parisiennes s'imposent face à l'AS Saint-Étienne, sur le score de quatre buts à un. Lors de la journée suivante, les filles de Farid Benstiti sortent vainqueur du choc de la journée face au Montpellier HSC sur le score de trois buts confortant ainsi un peu plus leur seconde place au classement. C'est sous la neige que les Parisiennes accueillent lors de la 14e journée les joueuses du Toulouse FC qui ne cèdent que dans le dernier quart-d'heure en s'inclinant trois buts à zéro. Après trois matchs à domicile consécutif en championnat, les filles de Farid Benstiti vont s'imposer facilement chez l'Arras FCF, sur le score de quatre buts à un, grâce à un nouveau doublé de Lindsey Horan. Lors de la journée suivante, les Parisiennes s'imposent deux buts à zéro dans le derby francilien face au FF Issy, avant de se déplacer chez l'Olympique lyonnais en match avancé de la 19e journée et de s'incliner logiquement trois buts à zéro, ne laissant que peu de doute sur l'issue du championnat. Lors de la 17e journée, les parisiennes se relance en s'imposant facilement sur la pelouse du Rodez AF sur le score de quatre buts à zéro.

### Coupe de France
La coupe de France 2012-2013 est la 12e édition de la coupe de France, une compétition à élimination directe mettant aux prises les clubs de football à travers la France métropolitaine et les DOM-TOM. Elle est organisée par la FFF et ses ligues régionales.
Marinette Pichon effectue un tirage délicat pour les Parisiennes qui joueront à l'extérieur, face à l'AS Montigny, qui évolue en seconde division. Cependant, les Parisiennes assument parfaitement leur statut de favori en écrasant leurs voisines sur le score sans appel de neuf buts à zéro avec notamment un triplé de Lindsey Horan. Lors du tour suivant, les Parisiennes affronteront une équipe de Division d'Honneur, le Tours FC et s'imposent six buts à zéro devant près de 1800 spectateurs, un record pour le club d'Indre-et-Loire.Lors des huitièmes de finale, les Parisiennes affrontent leurs voisines du FCF Juvisy dans le choc de la journée qui tourne à leur avantage puisqu'elles s'imposent grâce aux réalisation de Shirley Cruz Traña et de Kosovare Asllani se qualifiant ainsi pour les quarts de finale de la compétition.

### Matchs officiels de la saison
Le tableau ci-dessous retrace les rencontres officielles jouées par le Paris Saint-Germain durant la saison. Les buteurs sont accompagnés d'une indication sur la minute de jeu où est marqué le but et, pour certaines réalisations, sur sa nature (penalty ou contre son camp).
| Compétition     | Débute au tour | Place ou tour final | Matches joués | Gagnés | Nuls | Perdus | Buts pour | Buts contre | Différence |
| Division 1      | -              | 2e                  | 22            | 18     | 2    | 2      | 75        | 10          | +65        |
| Coupe de France | 1/32 de finale | 1/2 finale          | 5             | 4      | 0    | 1      | 19        | 2           | +17        |
| Total           | -              | -                   | 27            | 22     | 2    | 3      | 94        | 12          | +82        |

## Joueurs et encadrement technique

### Encadrement technique
L'équipe est entraînée par Farid Benstiti. Entraîneur de 45 ans, en poste depuis l'été 2012, cet ancien joueur formé à l'Olympique lyonnais devient entraineur de l'équipe féminines lyonnaise en 2001. Grand artisan des nombreux titres remportés par le club rhodanien jusqu'en 2010, il est remercié et après un an au sein de la cellule de recrutement du club, il part entrainer la sélection nationale de Russie ainsi que le club du WFC Rossiyanka,. En 2012, les nouveaux dirigeants qataris le font venir au Paris SG pour les aider à monter une équipe pouvant tenir tête à son ancien club.

### Statistiques individuelles
| \| Pons Boulleau Debonne Delannoy Krahn Hamraoui Traña Houara Asllani Horan Kaci \| Équipe type de la saison. · D'après les temps de jeu à leur poste. |
| Pons Boulleau Debonne Delannoy Krahn Hamraoui Traña Houara Asllani Horan Kaci                                                                          |

| Joueuse            | Total |
| Kosovare Asllani   | 23    |
| Lindsey Horan      | 20    |
| Linda Bresonik     | 9     |
| Kenza Dali         | 8     |
| Kheira Hamraoui    | 8     |
| Shirley Cruz Traña | 7     |
| Laure Boulleau     | 3     |
| Sabrina Delannoy   | 3     |
| Aurélie Kaci       | 2     |
| Tobin Heath        | 2     |
| Annike Krahn       | 1     |
| Caroline Pizzala   | 1     |
| Ella Kaabachi      | 1     |
| Leïla Maknoun      | 1     |

| Joueuse            | Total |
| Shirley Cruz Traña | 9     |
| Kosovare Asllani   | 7     |
| Laure Boulleau     | 7     |
| Kenza Dali         | 5     |
| Lindsey Horan      | 3     |
| Annike Krahn       | 2     |
| Jessica Houara     | 2     |
| Tobin Heath        | 2     |
| Aurélie Kaci       | 1     |
| Linda Bresonik     | 1     |

### Joueuses en sélection nationale
Cinq joueuses de l'effectif du Paris Saint-Germain ont déjà connus les honneurs d'être appelées en équipe de France.
Quatre autres joueuses sont également internationales, Annike Krahn et Linda Bresonik avec l'équipe d'Allemagne, Shirley Cruz Traña avec l'équipe du Costa Rica et Kosovare Asllani avec l'équipe de Suède.

## Affluence et télévision

### Affluence
Affluence du PSG à domicile

### Retransmission télévisée
Profitant de la médiatisation de la Coupe du monde, la FFF avait lancé le lundi 11 juillet 2012 l’appel d’offre pour les droits TV du championnat de France. Ces derniers ont été remportés par France Télévision en duo avec la chaine Eurosport pour un contrat s'élevant à 110 000 euros.

## Équipe réserve et équipes de jeunes
La réserve parisienne évolue en Division d’Honneur de Paris Île-de-France, soit deux divisions en dessous de l’équipe première. 
Le club francilien possède également une équipe des moins de 19 ans qui participe au Challenge National Féminin U19.